# هیلروز (کلرادو)
هیلروز (به انگلیسی: Hillrose) شهری در ایالت کلرادو کشور ایالات متحده آمریکا است که جمعیت آن در سرشماری سال ۲۰۱۰ میلادی، ۲۶۴ نفر بوده‌است.